# Ekonomisk migrant
En ekonomisk migrant är någon som emigrerar från en region till en annan och söker en förbättrad levnadsstandard, eftersom förhållandena eller arbetstillfällena i migrantens egen region är otillräckliga. FN använder termen migrerande arbetare.

## Definition
Även om termen ekonomisk migrant ofta förväxlas med termen flykting, lämnar ekonomiska migranter sina regioner främst på grund av svåra ekonomiska förhållanden, inte rädsla för förföljelse på grundval av ras, religion, nationalitet, politisk åsikt eller medlemskap i en viss social grupp. Ekonomiska migranter är i allmänhet inte berättigade till asyl, såvida inte de ekonomiska förhållandena som de står inför är tillräckligt allvarliga för att ha orsakat generaliserat våld eller allvarligt stört den allmänna ordningen.